# Lone Survivor
Lone Survivor is een Amerikaanse biografische oorlogsfilm uit 2013, geschreven en geregisseerd door Peter Berg. De film is gebaseerd op het gelijknamige non-fictieboek uit 2007 van Marcus Luttrell en Patrick Robinson.

## Verhaal
Ahmad Shah, een lokale Taliban-leider uit de Korangal-vallei, wordt geïdentificeerd als de persoon die verantwoordelijk is voor de dood van verschillende Amerikaanse mariniers. Een team van vier Navy SEALs krijgt de opdracht om Ahmad uit te schakelen, bestaande uit Michael P. Murphy, Matthew Axelson, Danny Dietz en Marcus Luttrell. De soldaten worden per helikopter gestuurd en gaan richting de laatst bekende locatie van de sjah. Door het moeilijke terrein waarin de soldaten opereren, wordt de communicatie met hun basis echter moeilijk. Hoewel ze Shah identificeren, worden ze al snel ontdekt door drie lokale dorpelingen.
De soldaten vervolgen hun weg de berghelling op, maar breken de missie af en zijn van plan weg te komen. Maar de dorpelingen waarschuwen de Taliban, die al snel op jacht gaan naar de soldaten. Wanneer de Taliban de positie van de soldaten ontdekken, volgt er hevig geweervuur. Michael Murphy slaagt er ternauwernood in om communicatie tot stand te brengen met een Amerikaanse basis om meer hulp te krijgen, hoewel hij korte tijd later wordt vermoord. Maar een Boeing CH-47 Chinook wordt samen met verschillende andere soldaten neergeschoten en iedereen aan boord komt om.
Zowel Matthew Axelson als Danny Dietz worden gedood, en Marcus Luttrell wordt ontdekt door Mohammed Gulab, een lokale Pasjtoen. Gulab neemt de gewonde en uitgeputte Luttrell mee naar zijn eigen dorp en verbergt hem voor de Taliban. Hij stuurt ook een andere dorpeling naar de dichtstbijzijnde Amerikaanse militaire basis om de locatie van Luttrell te rapporteren. Ahmad Shah arriveert in het dorp om Luttrell te executeren, maar de andere dorpelingen verzetten zich tegen de aanval. US Army Rangers arriveren en evacueren Luttrell.

## Rolverdeling
| Acteur           | Personage          |
| ---------------- | ------------------ |
| Mark Wahlberg    | Marcus Luttrell    |
| Taylor Kitsch    | Michael P. Murphy  |
| Emile Hirsch     | Danny Dietz        |
| Ben Foster       | Matthew Axelson    |
| Eric Bana        | Erik S. Kristensen |
| Alexander Ludwig | Shane Patton       |
| Dan Bilzerian    | Daniel Healy       |
| Scott Elrod      | Peter Musselman    |

## Release
De film ging in première op 12 november 2013 op het AFI Film Festival in het Grauman's Chinese Theatre in Los Angeles.

## Ontvangst
Op Rotten Tomatoes heeft Lone Survivor een waarde van 75% en een gemiddelde score van 6,60/10, gebaseerd op 227 recensies. Op Metacritic heeft de film een gemiddelde score van 60/100, gebaseerd op 44 recensies.

## Prijzen en nominaties
De belangrijkste:
| Jaar | Prijs                    | Categorie                     | Genomineerde(n)                             | Uitslag     |
| ---- | ------------------------ | ----------------------------- | ------------------------------------------- | ----------- |
| 2013 | National Board of Review | Top 10 films                  | Top 10 films                                | Gewonnen    |
| 2014 | Academy Awards (Oscars)  | Beste geluid                  | Wylie Stateman                              | Genomineerd |
| 2014 | Academy Awards (Oscars)  | Beste geluidsmixing           | Andy Koyama, Beau Borders en David Brownlow | Genomineerd |
| 2014 | Critics' Choice Awards   | Beste actiefilm               | Beste actiefilm                             | Gewonnen    |
| 2014 | Critics' Choice Awards   | Beste acteur in een actiefilm | Mark Wahlberg                               | Gewonnen    |
| 2014 | Satellite Awards         | Beste bewerkte script         | Peter Berg                                  | Genomineerd |